# Zodarion nesiotoides
Zodarion nesiotoides là một loài nhện trong họ Zodariidae.
Loài này thuộc chi Zodarion. Zodarion nesiotoides được Jörg Wunderlich miêu tả năm 1992.